# Verkiezingen voor het Europees Parlement 1979 in Nederland
Op 7 juni 1979 vonden in Nederland verkiezingen plaats voor de zittingsperiode 1979/1984 van het Europees Parlement. Het waren de eerste verkiezingen voor het Europees Parlement waarbij de bevolking direct de in totaal 410 leden kon kiezen. Voor Nederland waren bij deze verkiezingen 25 zetels beschikbaar.

## Deelnemende partijen
| Lijst | Partij                             | Lijsttrekker    | Europese partij | Europese fractie     |
| ----- | ---------------------------------- | --------------- | --------------- | -------------------- |
| 1     | P.v.d.A.                           | Anne Vondeling  | PES             | PES                  |
| 2     | CDA - Europese Volkspartij         | Bouke Beumer    | EVP             | EVP                  |
| 3     | VVD - Europese Liberaal-Democraten | Cees Berkhouwer | ELDR            | LD                   |
| 4     | D66                                | Aar de Goede    |                 | niet-fractiegebonden |
| 5     | SGP                                | Henk van Rossum |                 |                      |
| 6     | CPN                                | Rinus Haks      |                 |                      |
| 7     | PPR                                | Leo Jansen      |                 |                      |
| 8     | GPV                                | Hans Blokland   |                 |                      |
| 9     | PSP                                | Bouwe Kalma     |                 |                      |
| 10    | Lijst-Leschot                      | Winand Leschot  |                 |                      |

## Uitslag

### Opkomst
|                  | 1979      | 1979  |
| # stemmen        | %         |       |
| ---------------- | --------- | ----- |
| Kiesgerechtigden | 9.808.176 |       |
| Niet opgekomen   | 4.107.573 | 41,88 |
| Opkomst          | 5.700.603 | 58,12 |
| Ongeldig/blanco  | 33.300    | 0,58  |
| Geldige stemmen  | 5.667.303 | 99,42 |
| Kiesdeler        | 226.692   | -     |

### Verkiezingsuitslag en zetelverdeling naar partijen
De definitieve verkiezingsuitslag werd op 13 juni 1979 door de Kiesraad bekendgemaakt.
| Partij                             | 1979      | 1979  | 1979   |
| Partij                             | # stemmen | %     | zetels |
| ---------------------------------- | --------- | ----- | ------ |
| CDA - Europese Volkspartij         | 2.017.743 | 35,60 | 10     |
| P.v.d.A.                           | 1.722.240 | 30,39 | 9      |
| VVD - Europese Liberaal-Democraten | 914.787   | 16,14 | 4      |
| D66                                | 511.967   | 9,03  | 2      |
| SGP                                | 126.412   | 2,23  | 0      |
| CPN                                | 97.343    | 1,72  | 0      |
| PSP                                | 97.243    | 1,72  | 0      |
| PPR                                | 92.055    | 1,62  | 0      |
| GPV                                | 62.610    | 1,10  | 0      |
| Lijst-Leschot                      | 24.903    | 0,44  | 0      |
| totaal                             | 5.667.303 | 100   | 25     |